# Aegiphila skutchii
Espèce
Statut de conservation UICN

 VU C2a : Vulnérable
Aegiphila skutchii  est une espèce de plantes du genre Aegiphila de la famille des Lamiaceae.